# 尤爾根·薩烏梅爾
尤爾根·薩烏梅爾（德語：Jürgen Säumel；1984年9月8日—）是一位奧地利足球運動員。在場上的位置是中場。他現在效力於奧地利足球超級聯賽球隊恩斯布魯克華卡足球會。他也代表奧地利國家足球隊參加國際賽事。